# 行宫塘站
行宫塘站是一个宣杭铁路上的铁路车站，位于浙江省杭州市拱墅区良渚街道行宫塘村。行宫塘为原南宋皇帝宋高宗的行宫所在地。车站作为宣杭复线、宣杭老线和宣杭北环线的接轨站，于2005年随宣杭铁路复线的开通而启用，当时宣杭复线的通车典礼便在本站举行。
车站由上海铁路局乔司直属站管理，为四等站。车站不办理客运业务，但所有宣杭铁路的客车在行宫塘站需转入德杭线进入杭州；货运方面，车站仅办理专用线、专用铁路货运业务。车站设有长度为3.7公里农副产品铁路专用线通往杭州农副产品物流中心。集散中心站场内作业区设长400米的到发线两条，两线间配有十字渡线。西侧为低站台，线路建有卸粮坑，可实现两个车辆的散粮装卸作业；东侧为高站台，有卸车位12个。
为配合杭州市地方相关规划及新建杭州西站工程，德杭线本站至仓前站区间于2020年12月10日18:00起关闭。